# Американски лъв
Американски лъв (Panthera leo atrox), също известен като северноамерикански лъв или американски пещерен лъв, е изчезнал подвид от семейство Коткови, ендемични за Северна Америка по време на плейстоцена (1,8 млн. до 11 000 г. пр.н.е.). Този подвид е тясно свързан с евроазиатския пещерен лъв. Американският лъв е един от най-големите видове котки, които някога са съществували. Направените филогенетични проучвания сочат, че е подвид на лъва (Panthera leo). Някои учени обаче поставят Panthera leo atrox най-близо до ягуара.

## Разпространение
Американските лъвове са живели през квартернера и до края на Ледниковата епоха в Америка. Ареалът им на разпространение е бил от Аляска и Юкон на север до Перу на юг. Южно от Аляска, американският лъв се появява за първи път по време на сангамонския етап (последния междуледников). След това той е бил широко разпространен в Западна Северна и Южна Америка. Той отсъства от територията на източната част на Северна Америка и полуостров Флорида, въпреки че може да са съществували в областта на езерото Мичиган. Подобно на много други големи бозайници, те са изчезнали в края на плейстоцена, около 10 000 години преди новата ера. Американският лъв е един от най-добре изучените видове изчезнали диви котки заради щастливата случайност в катранените ями в ранчото Ла Брея до Лос Анджелис, Калифорния, САЩ, да бъдат открити скелети на над 80 екземпляра.

## Физическа характеристика
Дължината на тялото на американския лъв, се предполага, че е била 1,6 – 2,5 м. (до 3,5 – 4 м от върха на носа до опашката при най-големите екземпляри). Височината в областта на рамото е около 120 – 130 см. Характерни за американските лъвове са огромните като размери и съответно издължени, стройни крайници. Тези котки са били приблизително с около 25% по-едри от мъжките африкански лъвове, макар да не достигат размерите на евразийския пещерен лъв. Изчисленията показват, че мъжките екземпляри са били с тегло около 235 – 360 кг (до 420 – 470 кг, дори до 500 кг при най-големите екземпляри, с което надминават евразийските пещерни лъвове и са приблизително равни с най-тежките съблезъби тигри), а женските – около 175 кг. Те са били по-големи от своите братовчеди саблезъбите тигри, но са отстъпвали по ръст на гигантската късомуцунеста пещерна мечка (Arctodus simus) – най-едрия месояден хищник в този период. Козината на американския лъв е била по-светла, от сиво-бяложълта до жълтеникаво-кафява на цвят. Гривата му вероятно е била по-светла и по-малка от тази на африканския лъв. Опашката му е завършвала с тъмнокафяв пискюл от косми.

## Начин на живот и хранене
В някои области на неговия ареал американския лъв живеел в условията на студени климатични условия. Той вероятно използвал пещери или цепнатини за подслон от студеното време. Застилал е леговището си с трева и листа, както сега това прави сибирския тигър. Американските лъвове са живеели в откритите равнини и вероятно са се хранили с американски бизони, елени, лосове, северноамерикански коне (понастоящем изчезнали), мамути, както и други големи тревопасни животни.